# Devarshola
Devarshola es una ciudad y nagar Panchayat situada en el distrito de Nilgiris en el estado de Tamil Nadu (India). Su población es de 24954 habitantes (2011). Se encuentra a 36 km de Udhagamandalam.

## Demografía
Según el censo de 2011 la población de Devarshola era de 24954 habitantes, de los cuales 12342 eran hombres y 12612 eran mujeres. Devarshola tiene una tasa media de alfabetización del 84%, superior a la media estatal del 80,09%: la alfabetización masculina es del 88,68%, y la alfabetización femenina del 79,48%.